# Podarcis siculus sanctistephani
La lucertola di Santo Stefano (Podarcis siculus sanctistephani (Mertens, 1926)) è una sottospecie estinta della lucertola campestre (Podarcis siculus), che ha preso il nome dall'isola di Santo Stefano, una piccola isola vicina a Ventotene, nel mar Tirreno al largo della costa occidentale d'Italia, facente parte delle isole Pontine.
Era una sottospecie melanica, con segnature scure, colore di base leggermente o non scurito, e ventre blu o bluastro. La forma dell'ornamentazione ricordava più quella di Podarcis pityusensis che a quella della lucertola campestre continentale.
La lucertola di Santo Stefano si estinse nel 1965, a causa dei gatti e dei serpenti che le cacciavano e da una malattia che uccise le lucertole rimaste.